# Ismail Azzaoui
Ismail Azzaoui (* 6. Januar 1998 in Brüssel) ist ein belgischer Fußballspieler marokkanischer Abstammung. Der Stürmer steht beim Araz-Naxçıvan PFK unter Vertrag.

## Karriere

### Vereine
Azzaoui begann seine Karriere beim RSC Anderlecht und wechselte 2014 in die Jugend von Tottenham Hotspur. Für die U21 der Spurs kam er zu fünf Einsätzen in der U21 Premier League. Am 14. August 2015 erzielte er beim 3:3 gegen die U21 von Manchester City in der 52. Minute das Tor zum 2:2. Ende August 2015 wechselte Azzaoui zum deutschen Bundesligisten VfL Wolfsburg. Nachdem er bereits einmal für die zweite Mannschaft in der Regionalliga Nord und die A-Jugend in der UEFA Youth League aufgelaufen war, debütierte er am 21. November 2015 beim 6:0-Heimsieg gegen Werder Bremen in der Bundesliga.
Die Saison 2017/18 spielte Azzaoui beim niederländischen Erstligisten Willem II Tilburg und erzielte 5 Tore in 27 Pflichtspielen. Anschließend kehrte er nach Wolfsburg zurück, absolvierte in der Spielzeit 2018/19 jedoch nicht eine Pflichtspielminute für die Wölfe. In der Saison 2019/20 kam Azzaoui siebenmal für Wolfsburgs zweite Mannschaft in der Regionalliga Nord zum Einsatz, anschließend verließ er den Verein.
Im Oktober 2020 unterschrieb er einen Zweijahresvertrag beim Ehrendivisionär Heracles Almelo, den er mit seinem Vertragsende nach der Saison 2021/22 verließ.
Im Oktober 2022 verpflichtete ihn Almelo erneut. Im August 2023 wechselte Azzaoui zum Araz-Naxçıvan PFK.

### Nationalmannschaft
Azzaoui spielte Ende Mai 2013 zweimal für die U15-Auswahl des belgischen Fußballverbandes. Für die U16-Nationalmannschaft kam er elfmal zum Einsatz und erzielte dabei zwei Tore. Mit der U17 nahm er im Mai 2015 zunächst an der U17-Europameisterschaft in Bulgarien teil und erreichte mit der Mannschaft das Halbfinale, das sie für die U17-Weltmeisterschaft in Chile qualifizierte. Dort kam er mit dem Team bis ins Halbfinale.